# Hiéroglyphe égyptien N7
Le soleil sur billot de boucher en hiéroglyphes égyptiens, est classifié dans la section N « Ciel, terre, eau » de la liste de Gardiner ; il y est noté N7.

## Représentation
Il représente la combinaison du disque solaire (hiéroglyphe N5) sur un billot de boucher (hiéroglyphe T28). Il est translittéré ẖrt-ḥrw.

## Utilisation
| Xr · r · t | h · r | w | N5 |

| Xr · r · t | h · r | w | N5 |

| T28 |

| T28 |

| T28 |

| T28 |

| Xr · r | t | Y1 · Z2 |

| Xr · r | t | Y1 · Z2 |

| N5 |

| N5 |

| N5 |

| N5 |

| h · r | w | N5 · Z1 |

| h · r | w | N5 · Z1 |